# 新店镇 (仁寿县)
新店镇，原为新店乡，是中华人民共和国四川省眉山市仁寿县下辖的一个乡镇级行政单位。2019年12月，撤销中农镇和新店乡，设立新店镇，以原中农镇和原新店乡所属行政区域为新店镇的行政区域。

## 行政区划
新店镇下辖以下地区：
新隆社区、东桥村、板桥村、新文村、三星村、岳王村、书房村、高星村、双河村和双堰村。